# Joseph Heintz mladší
Joseph Heintz mladší, také Joseph Heintz (II), nebo Giuseppe Enz il Giovane (1598/1600 Augsburg – po 24. září 1678 Benátky) byl německý malíř a kopista obrazů v období manýrismu a raného baroka.

## Životopis
Narodil se v Augsburgu jako syn malíře Josepha Heintze staršího a jeho manželky Reginy, v intervalu let 1598–1600, rok narození není jistý. V dílně svého otce v Augsburgu a v Praze získal základy kresby, malby a stylu rudolfinského manýrismu. Jako pomocník  se připomíná v dílně svého otčíma, Rudolfova dvorního malíře Matyáše Gundelacha v Augsburgu roku 1617, ale pravděpodobně k němu šel do učení již brzy po otcově smrti. Absolvoval také lekce malby u augsburského miniaturisty Jana Matyáše Kagera (1621), který býval žákem Hanse Rottenhammera.
V roce 1625 Heintz odcestoval přes Basilej do Itálie, kde se usadil v Benátkách. Stal se známým jak kopiemi otcova díla, tak i svými vlastními obrazy. Více než novozákonními náměty oltářních obrazů zaujal neobvyklými scénami starozákonními, mytologickými či esoterickými (Čarodějnice). V těchto dílech bývá spatřován vliv nizozemských renesančních mistrů, zejména Hieronyma Bosche a Petra Brueghela, v labyrintech spletitých prostor se inspiroval grafickými listy Jacquese Callota. V období 1630-1649 strávil několik let v Římě, kde jej papež Urban VIII. za služby vyznamenal Řádem zlaté ostruhy.
Velký význam pro dokumentaci dobového života v Benátkách mají jeho mnohafigurové scény každoročních benátských slavností (capriccios). Patří k nim regatta, hon na býka s vystoupením artistů, pouť s procesím o Božím těle, bitva na benátském mostě či karneval. Kromě toho je autorem obrazu sálu Dóžecího paláce s několika stovkami benátských patricijů při volbě městské rady (1648–1650). Těmito obrazy ovlivnil  benátské malíře-vedutisty následujícího století: Canaletta[nepřesný odkaz] a Francesca Guardiho.
Zásluhy o zprostředkování obrazů českým objednavatelům měl hrabě Humprecht Jan Černín, v letech 1660-1664 rakouský císařský vyslanec v Benátské republice.
Od roku 1661 byli v jeho dílně činní také syn Daniel Heintz a dcera Regina, vyučil se zde Francesco Trevisani. Poslední obrazy (Daniel obhajuje Zuzanu a Klanění tří králů) namaloval asi roku 1672/1673, pak potomci jeho dílnu převzali, ale již počátkem 80. let evidování nejsou. Zemřel v Benátkách.

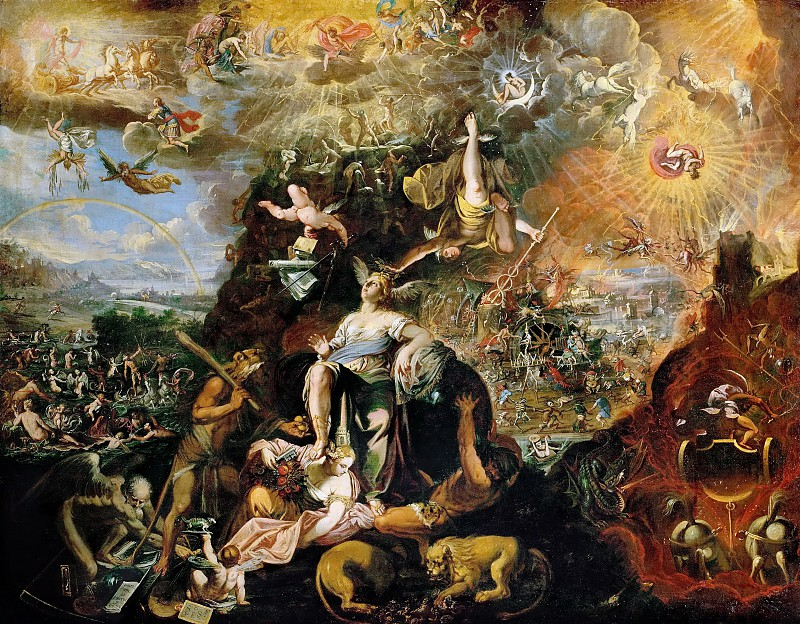
Alegorie Moudrosti korunované Merkurem; Kunsthistorisches Museum Vídeň

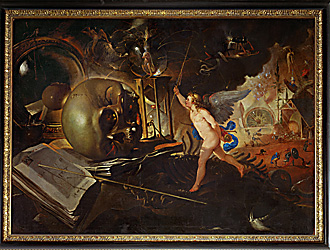
Kupidův triumf, Pinakotéka Brera, Milán

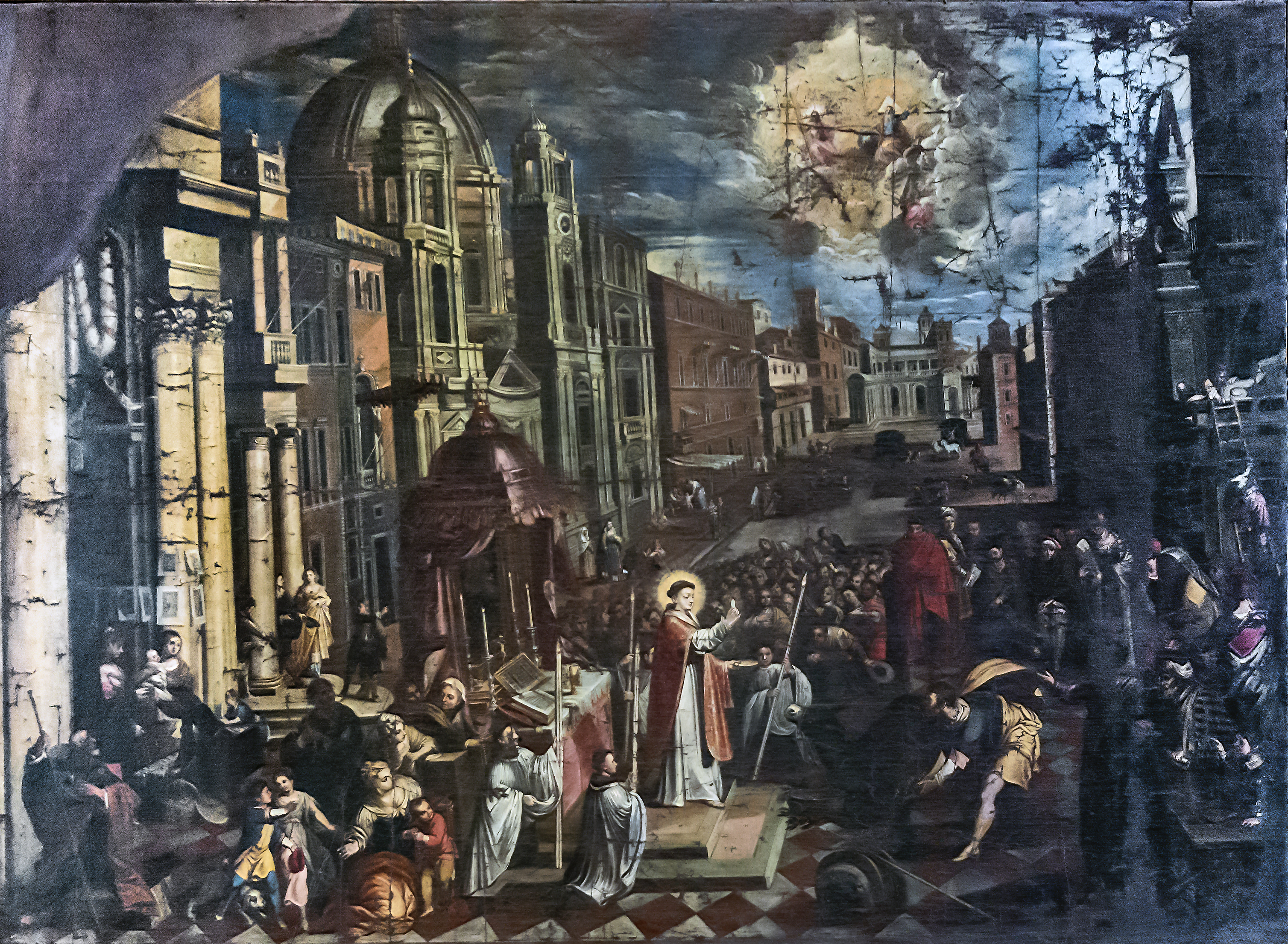
Zázrak sv. Antonína Paduánského, kaple papeže Pia V. v bazilice San Giovanni e Paolo v Benátkách

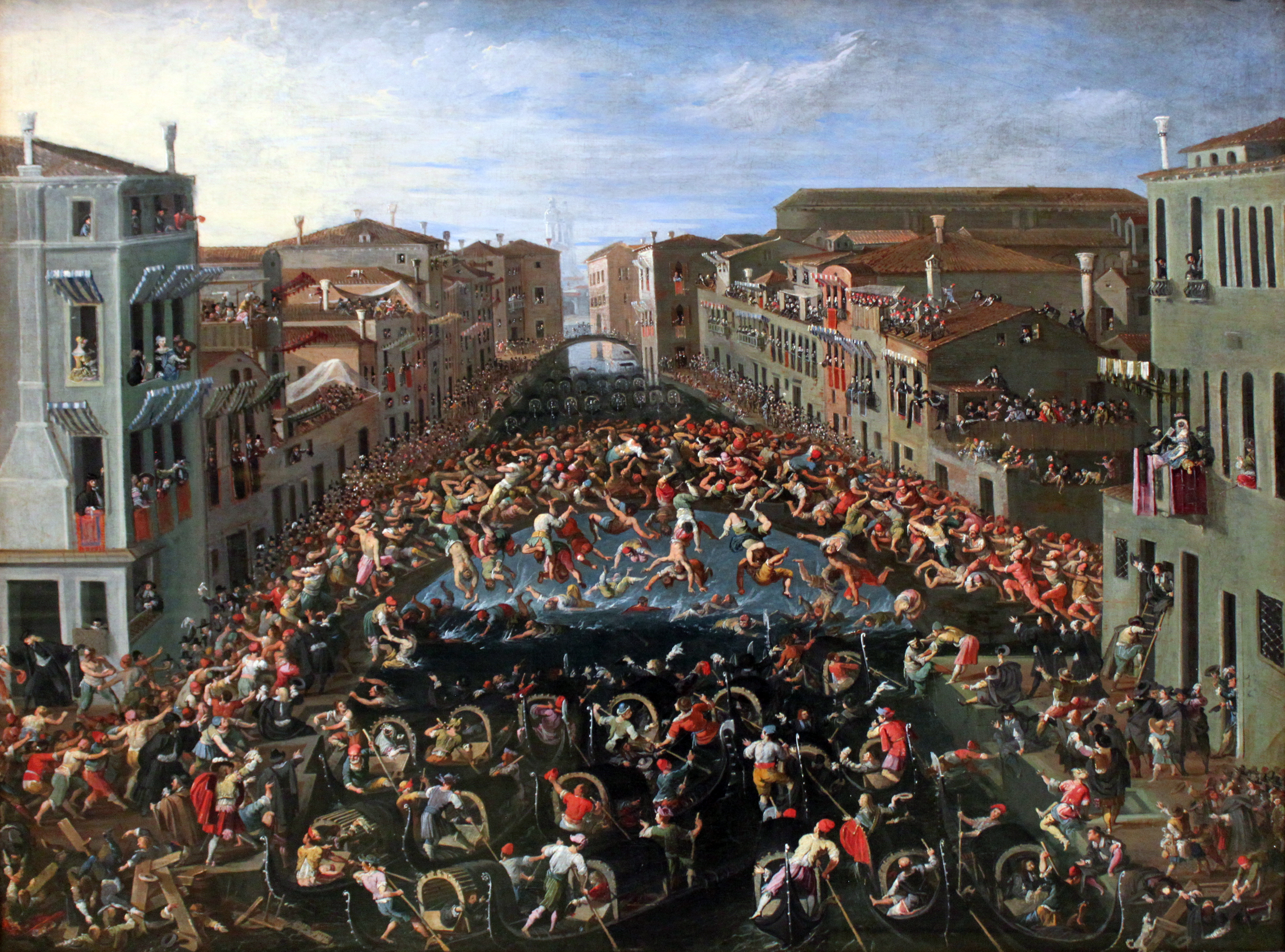
Bitva na mostě v Benátkách

## Dílo (výběr)
- Hádes jedoucí z Tartaru (z podsvětí), po roce 1635, Městské muzeum Mariánské Lázně
- Alegorie Moudrosti - moudrost je zpodobena jako krásná žena korunovaná Merkurem, u nohou jí sedí Terra a Herkules s jablky Hesperidek, vpravo Sisyfos (nebo Atlas); dále Chrónos a Génius se symboly svobodných umění a pár lvů (pravděpodobně Hippomenes a Atlante). V krajině se pohybují nereidky a kentauři. Atmosféra a barevnost  upomínají na fantaskní zobrazení pekla na způsob Hieronyma Bosche, pekelný vůz je odvozen z pláten Giulia Romana; Kunsthistorisches Museum Vídeň.
- Kupidův triumf - typicky manýristický námět smrti "Memento mori" (lebka s otevřenou knihou života, přesýpací hodiny a křišťálová koule věštící osud) je konfrontovaný s poletujícím nesmrtelným kupidem; miniaturní měřítko jeho postavy vzhledem k lebce i temná barevnost prostředí dodávají výjevu tajemnost a fantaskní atmosféru.
- Karneval v Benátkách, kolem 1650, původem ze zámku Vízmberk v Dlouhé Loučce[nepřesný odkaz], svoz NPÚ, státní zámek Velké Losiny
- Zázrak sv. Antonína Paduánského zpodobuje světce v momentu, kdy svým požehnáním vzkřísil padlou mulu, aby pomohl chudákovi, pro kterého byla její služba nutným prostředkem obživy.
- Klanění tří králů, asi 1669, oltářní obraz pro chrám Sant' Andrea, Breguzzo
- Bitva na mostě Ponte dei Pugni v Benátkách, sbírka Jiřího Lobkowicze, zámek Mělník; obraz líčí oblíbený zápas, který se každoročně v září odehrával na benátském mostě a na nábřeží; zúčastnily se ho dvě rodiny, Castellani a Nicoletti, jejich úkolem bylo shodit příslušníky druhé rodiny z mostu; na kanále již byli připraveni gondoliéři s gondolami, kteří spadlé vytahovali z vody; asi 1672-1673;
- Daniel obhajuje Zuzanu napadenou při koupeli starci; asi 1672, soukromá sbírka Praha